# Dej (miasto)
Dej (węg. Dés, niem. Deesch) – miasto w północnej Rumunii, w okręgu Kluż, nad rzeką Samosz (dorzecze Cisy). Liczy około 38,1 tys. mieszkańców.
W mieście rozwinął się przemysł drzewny, celulozowo-papierniczy, materiałów budowlanych oraz spożywczy.

## Miasta partnerskie
- Tokaj, Węgry
- Balassagyarmat, Węgry.